# Irízar Crater
Der Irízar Crater (englisch) ist ein großer und alter Vulkankrater auf Deception Island im Archipel der Südlichen Shetlandinseln. Er liegt zwischen dem Mount Irízar und der argentinischen Forschungsstation Decepción am Port Foster. Der Krater beherbergt die Irízar-Lagune.
Der britische Geologe Donald Durston Hawkes (* 1934) vom Falkland Islands Dependencies Survey kartierte ihn 1961. Polnische Wissenschaftler benannten ihn nach dem gleichnamigen Berg in der Nachbarschaft. Dessen Namensgeber ist Julián Irízar (1869–1935), Kapitän der argentinischen Korvette Uruguay, die bei der Rettung der gestrandeten Teilnehmer der Schwedischen Antarktisexpedition (1901–1903) zum Einsatz gekommen war.